# So Hot
〈So Hot(쏘 핫,소 핫)〉은 원더걸스의 두 번째 싱글 음반이다. 2008년 5월 22일 타이틀곡 〈So Hot〉의 음원과 뮤직비디오가 온라인으로 먼저 공개되었으며, 정식 앨범 발매는 6월 3일 이루어졌다. 활동하는 세 번째 음반이라는 뜻에서 ‘The 3rd Project’라는 부제가 붙었다.
새 곡 공개를 앞두고 하루에 한 장씩 멤버들의 콘셉트 사진을 공개하며 대중들의 관심을 끌었으며, 곡 공개 전날 미국의 음반 사이트에서 음원이 유출되는 일이 벌어지기도 했다. 세련된 모습을 전체적인 앨범의 콘셉트로 잡아 멤버 각자의 개성을 부각시키려고 했다. 정규 앨범에는 샘플링 허가가 지연되어 유빈의 랩 부분이 없었는데, 이번 음반에서는 선예의 제안으로 랩 버전이 포함되었다. 음반 재킷 사진은 조선희 작가가 맡았다.

## 배경 및 발매
2008년 5월 5일 원더걸스의 멤버 예은은 자신의 미니 홈페이지에 "Second ground"라는 제목의 글과 함께 앨범을 준비 중이라고 알렸다. 원더걸스의 한 측근은 "전혀 새로운 사운드와 더욱 중독성 있는 안무로 무장된 신곡을 선보일 것"이라고 말했다. JYP 엔터테인먼트 관계자는 6월 초 첫 방송을 잡아놨다며 박진영이 미국에서 귀국한 이후 녹음 마무리 작업, 뮤직비디오 작업 등을 진행하고 있다고 알렸다. 2008년 5월 23일 박진영은 《섹션TV 연예통신》와의 인터뷰에서 "원더걸스의 이번 앨범 컨셉은 업그레이드다. 춤, 음악, 패션 모두 지난번보다 한 단계 완성도가 높게 했다"며 이어 〈So Hot〉의 안무를 10번 이상 바꿨다고 말했다.
2008년 5월 16일 JYP 엔터테인먼트 공식 홈페이지를 통해 레오파드 원피스와 붉은색 스타킹을 입은 예은의 사진을 공개했다. JYP 엔터테인먼트 관계자는 "현재 막바지 작업에 한창이다. 원더걸스의 신곡과 새로운 컨셉트는 〈Tell Me〉의 파급력을 뛰어넘을 것"이라고 말했다. 5월 18일에는 선예의 티저 사진을 공개했는데, 데뷔 이후 처음으로 단발 머리를 시도했다. 이후 19일에는 유빈, 20일에는 선미, 21일에는 소희의 티저 사진을 순차적으로 공개했다. 공개된 티저 사진에는 예은은 세련, 선예는 보이시, 소희는 큐티, 선미는 걸리시, 유빈은 섹시와 같은 개별 컨셉이 있었다. 티저 사진과 함께 자켓 사진은 사진작가 조선희가 맡았다.
5월 21일에는 인터넷에 원더걸스의 새 노래 제목은 〈봉봉〉이라는 소문이 퍼졌으나, 소속사측은 사실이 아니며 22일 공개한다고 발표했다. 또한 같은 날, 미국 음반 사이트에서 음원과 함께 수록곡 〈This Time〉, 〈You're Out〉, 〈Tell Me (Rap Ver.)〉의 제목이 유출되었다. 5월 22일 커버 사진과 함께 뮤직비디오, 음원을 공개했다. 6월 3일에는 오프라인에서 CD 형태로 발매되었다.

## 구성

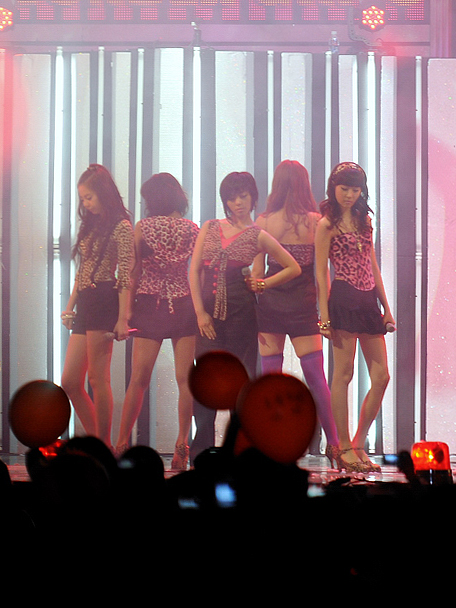
2008년 6월 9일 경주에서 열린 M Super Concert에 〈So Hot〉 공연 중

타이틀곡 〈So Hot〉은 80년대 복고풍 악기와 현대적인 악기가 어우러진 멜로디와, 자신의 예쁜 미모와 인기가 피곤하다는 ‘21세기형 공주병’을 표방한 내용의 가사가 어우러진 댄스곡이다. 의상 콘셉트는 호피무늬로, 앨범에 포함된 화보는 물론 모든 방송 무대에서 호피무늬 의상을 착용했다. 장재혁 감독이 제작한 뮤직비디오는 ‘코믹 섹시’를 콘셉트로, 가사 내용처럼 인기가 많지만, 공주병이 서투른 멤버들의 모습을 담아내었다. 안무는 도입부의 일명 ‘V 라인 춤’과 후렴구의 ‘기지개 춤’ 등이 특징적이다. MBC 《무한도전》 2008년 7월 5일자 방송에서 김신영이, MBC 《코끼리》 7월 19일자 방송에서는 이현지가, KBS 《개그콘서트》 8월 3일자 방송에서는 신봉선이 이를 따라하여 화제를 불러 일으켰다. 동영상 제공 웹사이트 유튜브에는 뮤직비디오가 대한민국 내 영상으로는 이례적으로 조회수 100만을 넘기기도 했다. 태국 MTV 인터내셔널 차트에서는 3주간 1위를 차지하기도 했다. 또 다이나믹 듀오의 4집 음반 《Last Days》의 〈해변의 Girl〉에는 〈So Hot〉의 일부분이 샘플링되었다.
동영상 제공 웹사이트 네이버 비디오에서는 이 곡을 두고 ‘내가 만든 So Hot 뮤직비디오’라는 이벤트를 개최하였는데, 300여개가 넘는 사용자들의 리믹스 혹은 랩 버전 참가 동영상이 등록되었다. 이 이벤트의 최종 수상자는 1위부터 5위까지 5명으로 박진영이 직접 선정하였다. 이와 겸하여 박진영의 〈So Hot〉의 제작 과정을 설명하는 동영상이 공개되었는데, 이 또한 화제가 되어 패러디 영상까지 등장하기도 했다.
한편 《So Hot》 음반에 포함된 〈So Hot〉과 〈This time〉의 뮤직비디오에 같은 JYP 엔터테인먼트의 소속 가수인 2PM의 데뷔가 예고되어 있었다는 주장이 있다. 〈So Hot〉뮤직비디오의 1분 25초경 시계가 ‘PM:02’였었다는 점과 2분 30초부터 유빈이 0점과 10점 푯말을 들고 있다는 것도 2PM의 데뷔곡인 〈10점 만점의 10점〉을 암시하는 것이 아니냐는 주장이 있다. 또 〈This Time〉뮤직비디오 21초경에도 2PM의 데뷔일인 9월 4일에 달력이 펼쳐져 있었다.
〈This Time〉은 잔잔한 발라드곡으로, 실연의 아픔을 겪은 여성이 조심스레 새로운 사랑을 시작한다는 내용의 가사를 담고 있다. 본격적인 홍보 활동은 하지 않았지만 각 방송사의 컴백 무대에서 타이틀곡과 함께 이 곡을 선보였고, 《뮤직뱅크》 6월과 7월 통합 K-chart 시청자 선호도 차트에서 각각 2위를 차지하기도 했다. 뮤직비디오는 2007년 ‘대낮에 한 이별 뮤직비디오 UCC 공모전’ 수상자와 김광은 감독이 제작하였다. 로토스코핑 기법을 이용한 실험적인 영상에, 마네킹과의 사랑을 다룬 내용이 담겨있는 이 뮤직비디오에는 신동욱과 김연아가 출연하였다.
〈You're Out〉은 경쾌하면서 펑키한 요소가 결합된 곡으로, 먼저 다가왔지만 금방 시큰둥해지는 남자 친구에게 경고하는 가사를 담은 곡이다. 〈This Time〉 뮤직비디오 초반부에 쓰였다.

## 공연
원더걸스는 2008년 5월 31일 《음악중심》에서 〈So Hot〉과 〈This Time〉을 선보이며 처음으로 컴백 무대를 선보였다. 이 날 무대에서 유빈이 성대결절로 인해 목을 사용하지 못해 유빈의 랩 파트만 립싱크로 대체했다.

## 수록곡
| #             | 제목               | 작사                              | 작곡                                           | 재생 시간 |
| ------------- | ------------------ | --------------------------------- | ---------------------------------------------- | --------- |
| 1.            | So Hot             | J.Y. Park "The Asiansoul"         | J.Y. Park "The Asiansoul"                      | 3:01      |
| 2.            | This Time          | 홍지상                            | 홍지상                                         | 4:36      |
| 3.            | You're Out         | J.Y. Park "The Asiansoul", 홍지상 | J.Y. Park "The Asiansoul", 홍지상              | 3:10      |
| 4.            | Tell Me (Rap Ver.) | J.Y. Park "The Asiansoul"         | J.Y. Park "The Asiansoul", Mitchell John Dixon | 3:37      |
| 총 재생 시간: | 총 재생 시간:      | 총 재생 시간:                     | 총 재생 시간:                                  | 14:24     |

## 순위 및 수상 기록
- 2008년 6월 싸이월드 디지털 뮤직 어워드 - Song of the Month
- 2008년 Mnet 20’s Choice - Hot 클럽뮤직
- 2008년 멜론 뮤직 어워드 올해의 노래상
- KBS 《뮤직뱅크》 ‘K-chart’
  - 2008년 6월 6일 디지털 음원 1위
  - 2008년 6월 13일 디지털 음원 1위
  - 2008년 6월 20일 디지털 음원 1위
  - 2008년 6월 27일 통합 1위
  - 2008년 7월 11일 디지털 음원 1위
- SBS 《인기가요》 ‘뮤티즌 송’[21]
  - 2008년 6월 15일 수상
  - 2008년 6월 22일 수상
  - 2008년 6월 29일 수상
- Mnet 《M! Countdown》
  - 2008년 7월 10일 1위
  - 2008년 7월 17일 1위
  - 2008년 7월 24일 1위

## 판매량
| 기준       | 판매량 | 누적 판매량 | 순위 |
| ---------- | ------ | ----------- | ---- |
| 2008년 6월 | 41,840 | 41,840      | 3    |
| 7월        | 9,951  | 51,791      | 8    |
| 8월        | 3,946  | 55,737      | -    |
| 9월        | 3,762  | 59,499      | -    |
| 10월       | 2,871  | 62,370      | -    |
| 누적       | 62,370 | 62,370      | -    |

## 발매일
| 국가 | 날짜            | 포맷            | 레이블            | 출처   |
| ---- | --------------- | --------------- | ----------------- | ------ |
| 한국 | 2008년 5월 22일 | 디지털 다운로드 | 로엔 엔터테인먼트 | [ 22 ] |
| 한국 | 2008년 6월 3일  | CD 싱글         | 로엔 엔터테인먼트 | [ 23 ] |